# Compañía Balear de Automóviles
La Compañía Balear de Automóviles (CBA) fue un fabricante español de automóviles con base en Palma de Mallorca, fundada en 1982 y desaparecida en 1986.

## Historia

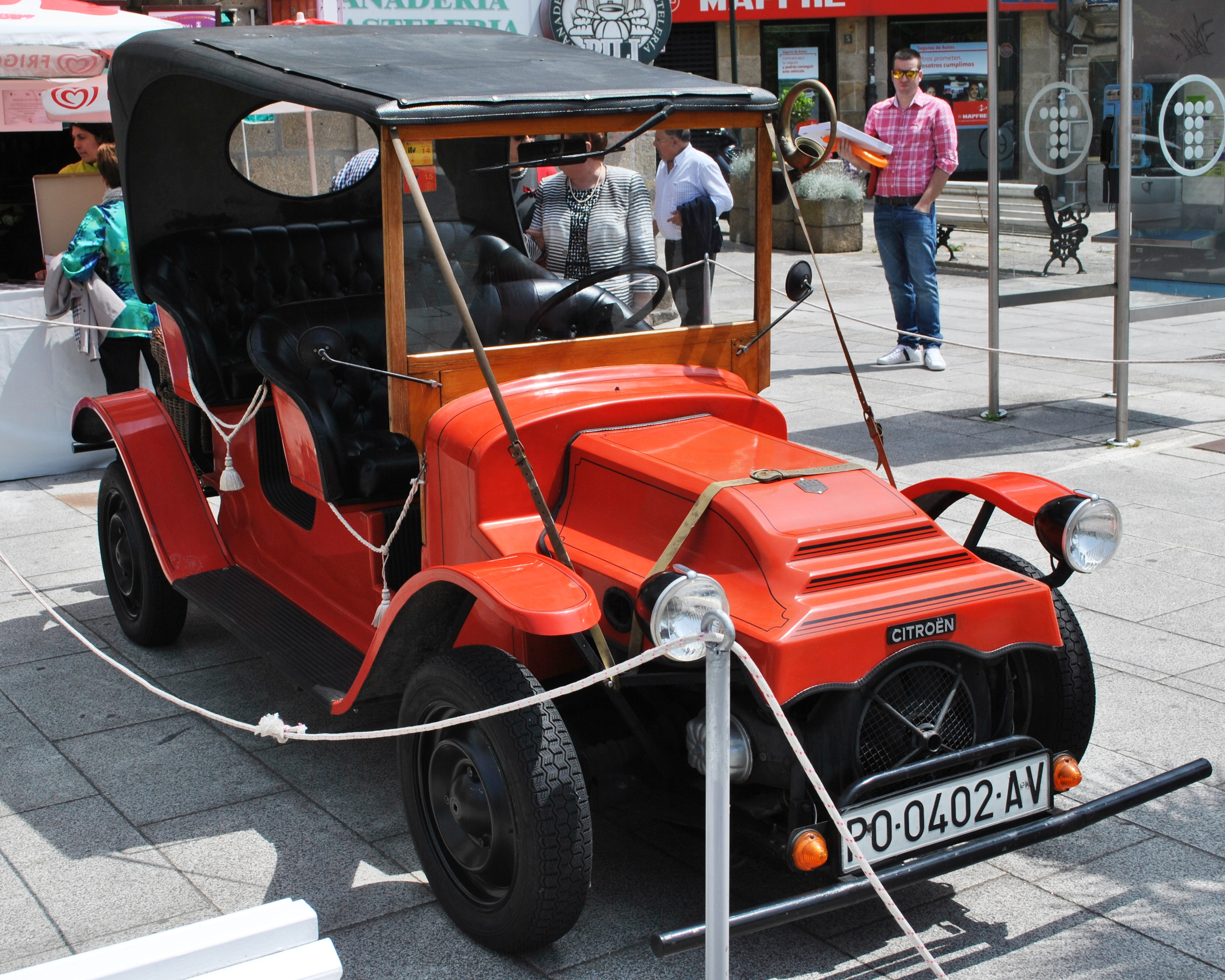
CBA Condesa.

El argentino Thomas Wadström, de padres suecos, fundó una empresa en 1982 dedicada a la fabricación de automóviles, que serían vendidos bajo la marca CBA y distribuidos en concesionarios Citroën, que ofrecía en estos modelos externos su misma garantía y su servicio técnico y de repuestos. Hacia 1985 comenzó la producción de automóviles de propulsión eléctrica, por lo que la construcción de los modelos anteriores fue transferida a Clásicos Canarios de Automóviles y algunos concesionarios del Levante Español. Además, Aboleiro también empezó a montar estos modelos antiguos bajo licencia en Madrid. La empresa fue disuelta en 1986 tras la muerte de su fundador. Los diseños fueron retomados en 2003 por la empresa Belga Alveras. Debido a que los diseños siempre carecían de puertas, dejaron de ser adecuados para su homologación y dejaron de fabricarse por cualquiera de sus constructores. Se fabricaron unas 100 unidades en total.

## Modelos
Todos los modelos estaban basados en el chasis del Citroën 2CV, manteniendo por lo tanto los motores de dos cilindros y un gran parecido estético con ellos. Se fabricaron los modelos CBA Condesa y CBA Duquesa. Los cuerpos eran de fibra de vidrio. En la feria Expo Ocio de 1984 en Madrid se presentó un tercer modelo, denominado CBA Don Furgón, del que sólo se conocen dos ejemplares, uno de los cuales se encuentra expuesto en el Museo del Motor de Finestrat. 